# Penthema sinkiangensis
Penthema sinkiangensis är en fjärilsart som beskrevs av Clayton Dissinger Mell 1938. Penthema sinkiangensis ingår i släktet Penthema och familjen praktfjärilar. Inga underarter finns listade i Catalogue of Life.